# Alberto Losada
Alberto Losada Alguacil (Barcelona, 28 februari 1982) is een Spaans voormalig wielrenner die in 2017 zijn carrière afsloot bij Team Katjoesja Alpecin. 
Losada werd in 2006 prof bij de Kaiku-ploeg. Hij wist in dat jaar nog geen profkoers te winnen, maar in de Escalada a Montjuïc was hij er met een tweede plaats wel dicht bij. Aan het einde van 2006 werd de Kaiku-ploeg opgeheven en verkaste hij naar Caisse d'Epargne. Namens die ploeg reed hij tweemaal de Ronde van Italië (2007 en 2010) en eenmaal de Ronde van Spanje (2008). In de Ronde van Spanje wist hij te verrassen met een plaats in de top 25.
Tussen 2011 en 2017 reed hij voor het Russische Katjoesja, waar hij werd gehaald om Joaquim Rodríguez bij te staan tijdens de grote rondes.

## Overwinningen
2006
Jongerenklassement Ronde van La Rioja

## Resultaten in voornaamste wedstrijden
| Jaar | Ronde van Italië | Ronde van Frankrijk | Ronde van Spanje |
| ---- | ---------------- | ------------------- | ---------------- |
| 2006 |                  |                     |                  |
| 2007 | 60e              |                     |                  |
| 2008 |                  |                     | 24e              |
| 2009 |                  |                     |                  |
| 2010 | 53e              |                     |                  |
| 2011 | 55e              |                     | 46e              |
| 2012 | 54e              |                     | 37e              |
| 2013 |                  | 109e                | opgave           |
| 2014 | 36e              |                     | 42e              |
| 2015 |                  | 58e                 | 31e              |
| 2016 |                  | 67e                 | 59e              |
| 2017 | 147e             |                     | 72e              |

| Jaar | Amstel Gold Race | Luik-Bast.‑Luik | Ronde van Lombardije | Clásica San Sebastián | Waalse Pijl |  | Wereldranglijsten |
| ---- | ---------------- | --------------- | -------------------- | --------------------- | ----------- |  | ----------------- |
| 2006 |                  |                 |                      |                       |             |  |                   |
| 2007 |                  |                 | 100e                 |                       |             |  |                   |
| 2008 | 93e              | opgave          | 44e                  | 44e                   |             |  |                   |
| 2009 | 104e             | 112e            | opgave               |                       | 54e         |  |                   |
| 2010 |                  |                 |                      |                       |             |  |                   |
| 2011 |                  |                 |                      | 85e                   |             |  | 214e (UWT)        |
| 2012 | opgave           | opgave          | 51e                  | 42e                   | opgave      |  | 191e (UWT)        |
| 2013 | opgave           | 67e             |                      |                       | 77e         |  |                   |
| 2014 | 63e              | 64e             | opgave               | 52e                   | 110e        |  |                   |
| 2015 | 74e              | 66e             | opgave               |                       | 77e         |  |                   |
| 2016 | 70e              | 101e            | opgave               |                       | 100e        |  |                   |
| 2017 |                  | 114e            | opgave               |                       |             |  | 347e (UWT)        |

## Ploegen
- 2006 –  Kaiku
- 2007 –  Caisse d'Epargne
- 2008 –  Caisse d'Epargne
- 2009 –  Caisse d'Epargne
- 2010 –  Caisse d'Epargne
- 2011 –  Katjoesja Team
- 2012 –  Katjoesja Team
- 2013 –  Katjoesja
- 2014 –  Team Katjoesja
- 2015 –  Team Katjoesja
- 2016 –  Team Katjoesja
- 2017 –  Team Katjoesja Alpecin